# Preghiera in gennaio/Si chiamava Gesù
Preghiera in gennaio/Si chiamava Gesù è l'undicesimo disco di Fabrizio De André, il primo pubblicato per la nuova etichetta, la Bluebell Records.

## Il disco
Entrambi i brani sono tratti dall'album Vol. 1º.
La copertina raffigura un primo piano del cantautore, con immagine elaborata, ed è curata da Gian Carlo Greguoli.
Nel 1970 il disco è stato ristampato dalla Produttori Associati.

## Brani

### Preghiera in gennaio
Il brano è dedicato al cantautore Luigi Tenco, morto suicida nel gennaio 1967. Il testo è ispirato a una poesia di Francis Jammes, un poeta francese dei primi del Novecento, Prière pour aller au paradis avec les ânes.

### Si chiamava Gesù
Canzone che racconta la storia di Gesù dal punto di vista di De André.

## Tracce
LATO A
1. Preghiera in gennaio (testo: Fabrizio De André – musica: Fabrizio De André e Giampiero Reverberi; edizioni musicali Telstar)

LATO B
1. Si chiamava Gesù (Depositata in Siae a nome Fabrizio De André) (testo: Fabrizio De André – musica: Vittorio Centanaro; edizioni musicali Telstar)